# Toby Olson
Pour les articles homonymes, voir Olson.
Œuvres principales
- Seaview

 Toby Olson, né le 17 août 1937 à Berwyn près de Chicago, est un écrivain américain. 

## Biographie
Il est diplômé du Occidental College et de l'université de Long Island. Dans ce dernier établissement, il enseigne un temps, puis à la The New School de New York.
Depuis le milieu des années 1970, il est l'auteur de nombreux romans et quelques recueils de poèmes. Célébré par la critique américaine qui voit en lui un disciple de William Faulkner, il vit à Philadelphie, où il enseigne depuis 1975 à l’Université Temple, et à North Truro. 
Il reçoit le PEN/Faulkner Award en 1983 pour son roman Seaview et une bourse Guggenheim en 1985.

## Œuvre

### Romans
- Changing Appearance (1975)
- Three and One (1976)
- The Life of Jesus (1976)
- Aesthetics (1978)
- Seaview (1982) Publié en français sous le titre Seaview, U.S.A., traduit par Bernard Hoepffner, Paris, les Belles lettres, coll. « de littérature étrangère », 1993  (ISBN 2-251-33714-8) ; réédition sous le titre Seaview, Paris, Le Serpent à Plumes, coll. « Motifs » no 143, 2002  (ISBN 2-84261-314-7)
- The Woman Who Escaped from Shame (1986) Publié en français sous le titre La Femme qui échappa à la honte, traduit par Bernard Hoepffner, avec la collaboration de Catherine Goffaux, Paris, Le Serpent à Plumes, coll. « Fiction étrangère », 2004  (ISBN 2-84261-475-5)
- Utah (1987)
- Dorit in Lesbos (1990)
- At Sea (1993)
- Write Letter to Billy (2000)
- The Blond Box (2003) Publié en français sous le titre La Boîte blonde, traduit par Bernard Hoepffner, avec la collaboration de Catherine Goffaux, Albi, Passage du Nord-Ouest, 2008  (ISBN 978-2-914834-29-2)
- The Bitter Half (2006)
- Darklight (2007)
- Tampico (2008)

### Poésie
- City (1974)
- The Wrestlers & other poems (1974)
- Home (1976)
- Doctor Miriam (1977)
- Florence Poems (1978)
- Birdsongs (1980)
- We Are the Fire: a selection of poems (1984)
- Unfinished Building (1993)
- Human Nature (2000)

### Autres publications
- Writing Talks (1983), en collaboration avec Muffy E. A. Siegel
- The Other Woman (2015), mémoires